# Manuela Moral
Manuela Moral fou una cantatriu espanyola del segle xix.
Es presentà per primera vegada a Madrid l'any (1872) fent el paper en la sarsuela El principe Lila, amb lletra de Liern i música del mestre Aceves, estrenada en els Jardins del Retiro el 16 de juny d'aquell any. L'any següent va fer el rol de doña Columba en la titulada El barbero de Rossini, dels mateixos autors, peça que també s'estrenà al Retiro el 3 de setembre, i entremig d'ambdós treballs treballà en les titulades El proceso de Cancán (Retiro, 14 d'agost), en la que li assignaren el rol de La Pavana, i Los titiriteros (Retiro, 14 d'agost) en el de la tia Pimienta. L'any següent (1874) continuà en el mateix teatre, on l'1 de juliol s'estrenà la sarsuela A orillas del mar, de Liern i el mestre Ruiz en la que hi va intervenir Manuela Moral, així com la titulada La comedianta Rufina (8 d'agost), en la que interpretà el personatge de doña Candelaria.
Encara el 1875 canta en el Retiro, el 18 de juny, el paper de doña Filomena en la sarsuela El impuesto de guerra, de Liern i el mestre Montfort, i el de doña Rosa, que era la protagonista, de Carracuca, dels mateixos autors, el 3 de setembre de 1876. L'hivern de 1884 treballà en el Teatre Romea (Barcelona), i des de llavors no se'n sap res de la seva vida.